# Osornophryne guacamayo
Osornophryne guacamayo là một loài cóc trong họ Bufonidae.
Nó được tìm thấy ở Colombia và Ecuador.
Môi trường sống tự nhiên của chúng là các khu rừng vùng núi ẩm nhiệt đới hoặc cận nhiệt đới. Loài này đang bị đe dọa do mất nơi sống.

## Hình ảnh

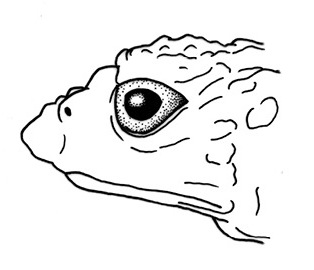